# Monica Amari
Monica Amari (18 novembre 1953) è una saggista italiana esperta in diritti e politiche culturali e di progettazione culturale strategica.

## Biografia
Figlia di Domenico Amari, prefetto di Milano dal 1976 al 1980 con incarico anche di commissario di Governo per la Regione Lombardia, e di Elisabetta Capua, tre fratelli, laureata in Scienze Politiche - indirizzo Relazioni Internazionali - all'Istituto Universitario Orientale di Napoli nel 1975 con corsi di specializzazione all’Università di Ginevra e stage presso la Comunità Economica Europea a Bruxelles, è iscritta all'Ordine dei Giornalisti dal 1980. Collaboratrice culturale negli anni '90 del Sole 24 Ore, cura mostre ed eventi culturali con enti pubblici e privati, tra cui la Villa Reale di Monza, il Lingotto di Torino, l'Ente Fiera di Milano, la Regione Lombardia.
Nel 1997, con il libro I Musei delle aziende: la cultura della tecnica tra arte e storia (Franco Angeli), definisce il concetto di museo di impresa e, successivamente,  quello di turismo industriale, Guida del turismo industriale (Electa 1997) contribuendo a creare i primi corsi di formazione nell'ambito dell'Industrial Heritage.
Dal 1997 al 2003 fa parte del comitato scientifico del Centro per la cultura d'impresa, al quale donerà un importante fondo librario, presente oggi nella biblioteca del centro.
Nel 2000 viene chiamata a far parte del comitato scientifico del Progetto Apollo, promosso dalla Conferenza dei Rettori dell’Università Italiane per la riforma delle facoltà umanistiche.
Nel 2006 pubblica il primo manuale di Progettazione Culturale: metodologie e strumenti di cultural planninging (Franco Angeli 2006) e diventa dal 2007 docente universitario a contratto in varie università italiane tra cui il Politecnico di Milano, l'Università Cattolica di Milano, e l'Università Bicocca, con corsi in e Politiche e Management di processi culturali.
Dal 2012 si occupa di sostenibilità culturale e diritti culturali pubblicando il Manifesto per la sostenibilità culturale: e se domani un ministro dell'economia venisse incriminato per violazione di diritti culturali (Franco Angeli).
Con il Dipartimento di Studi Internazionali, Giuridici e Storico-Politici dell'Università degli Studi di Milano fonda nel 2015 l'Osservatorio sulla Sostenibilità culturale.
È presidente di Armes Progetti, un hub di innovazione costituito da un team interdisciplinare di studiosi dedicato ai diritti culturali, la tutela dell'identità culturale e la valorizzazione dello spazio pubblico e del territorio.
È co-fondatore nel 2001 del Paganinano di Carro, ed è presidente dell’Associazione Amici del Festival Paganiniano di Carro.
Nel 2021 promuove insieme ad un gruppo di studiosi in politiche e processi culturali provenienti da ambiti ed esperienze diverse, il Manifesto per i diritti e i doveri culturali. Il Manifesto chiede il riconoscimento, la tutela ed il rispetto dei diritti e dei doveri culturali degli individui e delle comunità e vuole essere strumento per creare e accrescerne la consapevolezza  nella collettività: istituzioni, imprese, società civile. Fa riferimento a  fonti normative specifiche e individua quei diritti e quei doveri  che ricadono all’interno della categoria dei diritti culturali e si propone la creazione della Carta dei diritti culturali e di istituire così la figura del Garante dei diritti culturali.
Nel 2023, insieme a studiosi ed esperti del settore, fonda il Comitato denominato Movimento per il riconoscimento dei diritti e dei doveri culturali, del quale diviene presidente. Il Comitato ha lo scopo di studiare e diffondere le tematiche e le problematiche per il riconoscimento e il rispetto dei diritti e dei doveri culturali e di proporre l’introduzione  della dimensione culturale all’interno della Carta Costituzionale agli artt. 2 e 3, in linea con gli art. 6, 9, 30, 33, 34 della medesima.

## Opere

### Libri
- Elogio dei diritti e dei doveri culturali. A difesa della democrazia, con prefazione di Alfonso Celotto e postfazione di Marta Cerioni, 2023. ISBN 9788849875164
- Elementi di progettazione culturale: metodologia e strumenti per il rispetto dei diritti culturali, Milano, FrancoAngeli, 2017. ISBN 978-88-917-5937-5
- Manifesto per la sostenibilita’ culturale: e se, un giorno, il ministro dell’economia venisse incriminato per violazione dei diritti culturali, Milano, FrancoAngeli, 2012. ISBN 88-568-4762-0[22]
- Iconic paysage &cultural planning (in collaborazione con M. Poli), Milano, FrancoAngeli, 2009. ISBN 88-568-0783-1
- Progettazione culturale: metodologia e strumenti di cultural planning, (III ristampa) Milano, FrancoAngeli,  2006. ISBN 88-464-7286-1
- I musei delle aziende in Italia. La cultura della tecnica tra arte e storia, con prefazione di R. Bossaglia, Milano, FrancoAngeli, 1997, seconda edizione,   Milano 2001. ISBN 88-464-3273-8
- Guida del turismo industriale. Lombardia, collana Memorabilia industriali, Milano Electa,  1999. ISBN 88-435-6356-4

### Saggi
- Casa Staglieno: profili di donne, in "Gli Staglieno: Origini ritratti e protagonisti di una storica famiglia patrizia genovese",  Sagep, Genova, 2018
- La tavola di Mendeleev e le professioni nel Soroptimist, in "Soroptimiste. Colte, impegnate, generose. Donne nella Milano del '900"  Milano, Enciclopedia delle donne, 2018
- Sostenibilita' culturale: un nuovo paradigma in "Focus sostenibilità: equità sociale, cittadinanza globale, salvaguardia ambientale" in Casa della Cultura, Milano,  2016
- Ripensare o riprogettare il paesaggio con i luoghi dell’abbandono?, in "Sguardi tra i residui. I luoghi dell’abbandono tra rovine, utopie ed eterotopie", Mimesis Edizioni, Milano-Udine, 2016
- La sostenibilità culturale: un nuovo paradigma, in "Diritti culturali e nuovi modelli di sviluppo. La nascita dell'Osservatorio sulla sostenibilità culturale", Edizioni Scientifiche Italiane, Napoli, 2016
- Cultural rights and cultural sustainability: a chance for social resilience, with G.C. Bruno 2015
- La necessità di  un patto per la sostenibilità culturale, in Istituto di Politica
- Sostenibilita’ culturale e sviluppo locale, in "Tradizione, cultura e sviluppo" a cura di Giuseppe Attanasi e Filippo Giordano, Egea, Milano 2010
- Il turismo sposa l’industria in "Rdt" Rivista del Centro Sudi del Touring Club, Milano, 2010
- I musei artistici industriali e la formazione professionale in "I Quaderni della Villa Reale di Monza" Ministero per i Beni e le Attività culturali, Soprintendenza per i Beni Architettonici e per il Paesaggio di Milano,  Monza, 2006
- I musei delle imprese in Italia: casi significativi, in "Manuale di museologia aziendale", ed. Rubattino, 2003
- Lo stile del potere, in "I titoli della Borsa Italiana", Scheiwiller, 2002
- Musei d'impresa e formazione: strategie e proposte per un rapporto sistemico, in "Proprietà privata e pubblico dominio: il museo, l'archivio, il territorio e la responsabilità culturale dell'impresa". In: Atti del convegno Assolombarda, ottobre 2001
- La medaglia: l’altra faccia dell’azienda, in atti del convegno “La medaglia  e la storia”, Padova 1999
- La rappresentazione del giardino: ipotesi per un centro di documentazione iconografica ed iconologica, in  atti del convegno, “I giardini e l’età dei Lumi”, Cinisello Balsamo, 1999[23][24][25][26][27][28]
- Miti e modelli del giardino del re in "Giardini Regali. Fascino e immagini del verde nelle grandi dinastie: dai Medici agli Asburgo", Electa, 1998
- Lombardia: il giardino dipinto in "Il Giardino dipinto" Skira, 1995
- Le arti decorative a milano: dall’artista artigiano all’architetto-designer in “Arte a Milano1906-1929” Electa 1995
- Fiera milano: grafica e costume 1920-1995, Ed. Fiera Milano, 1995
- Ricamata pittura in "Ricamata Pittura" Antea edizioni, 1991[29]
- L’arte tribale inglese: ovvero Le ceramiche Staffordshire prima  e durante il regno di Vittoria regina, Milano Antea edizioni 1990
- Un percorso visivo in "La curiosità dipinta: elementi di collezionismo tra XVI e XVII secolo" Expo 1990
- Goethe a Selinunte, in “La Porta del sole”, Palermo, Novecento Editore, 1986

### Mostre (curatela)
- I GIARDINI REGALI: DAI MEDICI AGLI ASBURGO, Villa Manin- Codroipo, giugno-novembre, 1998
- RITRATTI IN FIERA: CENTO FOTO PER 75 ANNI DI STORIA. DALLA STAMPA AD INTERNET, Palazzo Bagatti Valsecchi, Milano, 1996
- ARTE A MILANO 1906-1929, sezione delle Arti Decorative, Fiera Milano, 1995
- IL GIARDINO DIPINTO, Villa Reale, Monza, 1995
- LA CIVILTÀ DELLE MACCHINE, sezione dedicata al collezionismo, Lingotto, Torino, 1990